# Shipping (fandom)
Shipping, ursprungligen härstammande från ändelsen på det engelska ordet för relation (relationship), är en önskan från fans för två eller fler personer, antingen verkliga människor eller fiktiva karaktärer (oftast i film eller litteratur) att vara i en relation och oftast en romantisk sådan. Det anses vara en allmän term för fans känslomässiga engagemang för den pågående utvecklingen av en relation i ett verk av fiktion. Shipping tar ofta form av kreativa verk, inklusive fanfiction och fan art, som ofta publiceras på internet.

## Typer av ships
En ship som har bekräftats av serien som sann av skaparna kallas ofta för den engelska termen canon ship. Exempel på detta kan vara en romantisk par som aktivt porträtteras genom historien, eller bara förstådd som sann i fiktionen på grund av skaparna av media som bekräftar det som sant utanför verket (exempelvis på sociala plattformar).
Shipping kan innebära någon form av romantisk relation mellan alla karaktärer. En parning mellan karaktärer som troligen inte kommer att vara tillsammans, även de som kommer från olika serier, kallas för crack pairing (ung. "sprucket par", ett par med en spricka genom sin relation). En karaktär ihop med ett livlöst objekt kallas för ett cargo ship (eng. "lastfartyg").
OTP står för One True Pairing (ett sant par), och syftar i allmänhet till att ett enskilt  fan visar särskilt innerlig kärlek för ett ship, vilket ofta uttrycks med den engelska fasen "I will go down with this ship" (jag kommer att sjunka med detta skepp). Andra varianter förekommer, såsom OT3 som vanligtvis gäller för polyamorösa relationer (framför allt kärlekstrianglar i kanon), och NoTP, som hänvisar till fanets minst omtyckta par.
Shipping avser oftast romantiska relationer. Tillämpas det utanför romantik är begreppet kontroversiellt. Några fans tillämpas kan också hänvisa till ren vänskap; detta kallas ibland för en "BrOTP" (ett teleskopord av villkoren bromance och One True Pairing). Shipping inom fanfiction mellan ett par av samma kön är också känd som slash fiction, en äldre term och ett begrepp som dateras till det sena 1970-talet.
Olika namngivningar har utvecklats i olika fandoms för att hänvisa till framtida par, sannolikt på grund av den oklarhet och ohanterlighet som "Karaktär 1 och Karaktär 2" - formatet skapar. Det vanligaste verkar vara att sätta slash-tecknet (/) mellan två namn ("Character1/Character2"). Andra metoder för att identifiera relationer mellan karaktärer är ofta att skapa en hybridterm som ett teleskopord för att förkorta karaktärsshipping. Ett exempel är från Harry Potter-fandomen, där Drarry är förkortat från de fullständiga namnen Draco och Harry. En annan form av hybrid namngivning är att placera ett utropstecken (!) mellan de två namnen som sätts samma (Draco!Harry). Dessa kombinationer följer ofta systematiska fonologiska principer.
Många fandom-specifika varianter förekommer och ofta används speciell fandom-terminologi. Dessa använder ofta ord som beskriver förhållandet mellan karaktärer i samband i de fiktiva universumen och lägger helt enkelt till ordet "shipping" till slutet. Till exempel, "RocketShipping", det första shipnamn som har använts utanför Arkiv X och har använt denna metod. Det är shipnamnet för Jessie och James från Pokémon, som är en ordlek med Team Rocket som de båda är medlemmar i. Andra terminologier är mer vaga, och består av koder för karaktärernas namn. Till exempel, enligt goroawase, en japansk metod för att bedöma värdet av ord från dess stavelser, kan Takeshi Yamamoto kan representeras av talet 80 och Hayato Gokudera av talet 59. Detta har gjort att denna ship i Reborn! kallas "8059". För ett par serier har en kod av olika slag använts genom att ta den första bokstaven i karaktärens namn för att skapa en förkortning av olika slag, till exempel, "AAML", vilket står för "Ash and Misty Love", från Pokémon. I många anime-serier är det vanligt att man tar de första bokstäverna i en karaktärs namn och kombinerar dem med den andra karaktärens bokstäver i shippningen. "Naruto" har många exempel på detta, till exempel SasuSaku, en kombination av "Sasuke" och "Sakura".